# جادا کولاگرانده
جادا کولاگرانده (انگلیسی: Giada Colagrande؛ زادهٔ ۱۶ اکتبر ۱۹۷۵) یک کارگردان، و هنرپیشه اهل ایتالیا است. او همسر ویلم دافو بازیگر آمریکایی است.
او در فیلم قبل از اینکه اسم داشته باشد بازی کرده‌است.

## زندگی و شغل
در سال ۲۰۰۵ میلادی کولاگراند دومین فیلم سینمایی خود را با نام «قبل از اینکه اسم داشته باشد» کارگردانی کرد که در نویسندگی و بازی با ویلم دافو مشارکت داشت.